# アンドレ・ジャピー
アンドレ・ジャピー （André Japy、1904年10月10日-1974年7月11日）はフランスの飛行家。時計製造で成功したコンテ地方の名家ジャピー一族の出身で、フランス航空界の長距離飛行のパイオニアとして「空の英雄」と呼ばれた。1936年には日本で墜落事故を起こした。

## 生涯

### パイロットに
テリトワール・ド・ベルフォール県ボークール生まれ。1928年にパイロット免許を取得した。

### 長距離飛行への挑戦
1935年8月21日、ジャピーは100馬力のルノーエンジンを搭載したコードロン エーグロン 単葉機で、パリからオスロまでの2,880kmを14時間45分で往復した。9月1日には、パリからフランス領アルジェリアのオランまでを往復（飛行時間16時間25分）。9月22日、同日にパリからフランス保護領チュニジアのチュニスまでを往復した。12月には、パリからフランス領インドシナのサイゴンを3日15時間で飛行する記録を樹立した。
1936年7月31日、ジャピーはコードロン シムーンでパリからアルジェを5時間3分で飛行した。アルジェで58分のストップオーバーをした後、復路を5時間48分で帰還した。8月6日、パリとモスクワを途中着陸しながら16時間5分で飛行。8月8日にはモスクワからパリを9時間50分の無着陸飛行で結んだ。

### 日本への飛行と墜落事故

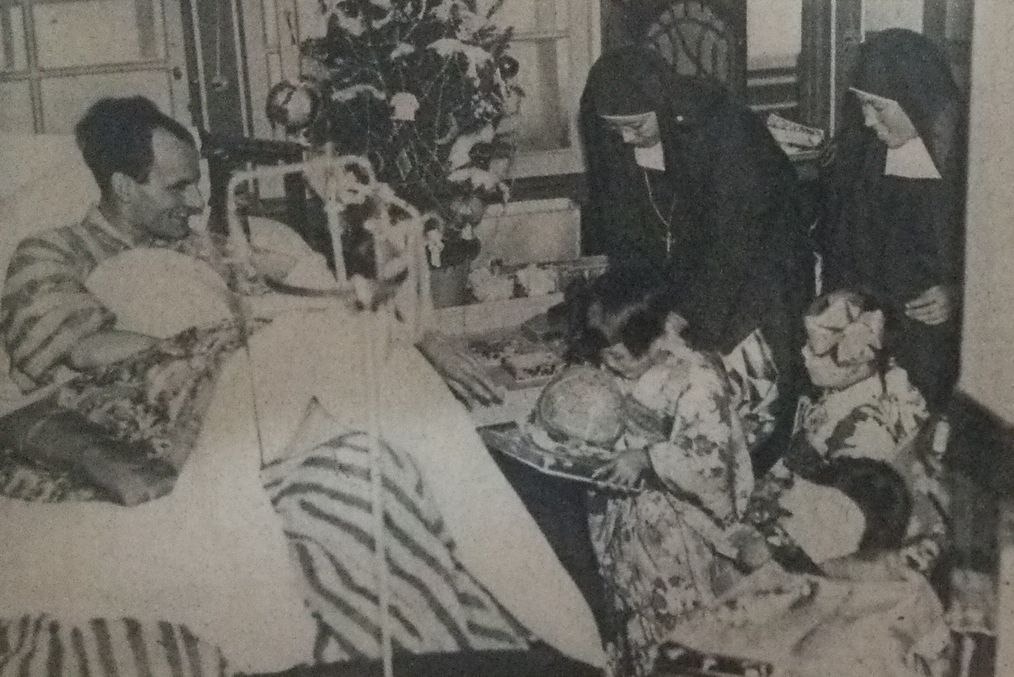
日本で療養中のジャピー（1936年）

1936年、ジャピーはフランス航空省によるパリ-東京間100時間の懸賞飛行に挑戦し、11月15日にパリ郊外のル・ブルジェ空港を出発。ダマスカス・カラチ・アラハバッド・ハノイ・香港を経由して、東京へ向かった。ハノイ到着までの平均時速は180km、所要時間は51時間と、新記録の樹立は有望視されていたが、香港を出発して東京を目指す道中、12,000km以上の距離を飛行した彼のコードロン シムーン（登録番号7078）は嵐に巻き込まれた。11月19日、ジャピーが乗るコードロン シムーンは佐賀県神崎郡脊振村（現・神埼市）の脊振山に墜落。全身血まみれで左大腿骨骨折などの重傷を負ったジャピーは、墜落から3時間後に炭焼き人夫に発見された後、消防団など脊振村の住民達に救助された。
重傷のジャピーは地元の診療所で応急処置を受け、翌11月20日朝の佐賀県立病院（現・佐賀県医療センター好生館）と九州帝国大学医学部附属医院（現・九州大学病院）の往診を経て、福岡県福岡市の九州帝国大学医学部附属医院に入院し治療を受けた。順調に回復したジャピーは、九州帝国大学温泉治療学研究所（現・九州大学病院別府病院）でのリハビリテーションを経て、事故から4ヶ月後の1937年3月に退院。帰国前には救助の礼を村民に述べるために脊振村を訪れ、脊振小学校の講堂で歓迎会が開催された。なお大破したジャピー機の機体は、方向舵だけが無傷で残り、佐藤博の保管を経て、日本航空協会が航空会館に展示している。
なお、パリ-東京間レースではジャピーに続き、1937年5月26日にマルセル・ドレの乗ったコードロンC635 シムーン機が高知県の戸原海岸に不時着し、機体は大破。助け出されたドレは号泣したという。現在、事故現場近くに「ドレー機不時着の地」の記念碑がある。ドレの事故に先立つ同年2月にも、フランス人飛行士デニスとリベ－ルがパリ東京間の記録に挑戦し失敗しており、この後フランス航空省は同レースを中止した。

### 帰国後
フランスへ帰国後の1937年4月、神風号で東京-ロンドン間の94時間長距離飛行を成功させた飯沼正明と塚越賢爾がフランスのジャピーの自宅を訪ねた。ジャピーは入院中の高度医療に感謝し、日欧横断に再挑戦したいと語ったが、第二次世界大戦により実現しなかった。飯沼らの東京ロンドン飛行はイギリスのジョージ六世戴冠式を取材する新聞社の企画によるもので、当時ソ連領空内が飛行禁止となっていたため、ジャピーが南ルートの飛行計画を支援していた。
1938年1月26日、ジャピーは南仏イストル飛行場からフランス領ソマリランドのジブチ間の長距離飛行を成功させ、アンリ・ドゥートシュ・ド・ラ・ムルトの1937年賞が授与されたほか、国際航空連盟（FAI）から「ルイ・ブレリオ・メダル」を授与された。
第二次世界大戦後にタヒチに移り住み、離島空路開拓のため島々に滑走路を作ったり、海難救助飛行など幅広い分野で活躍し、自然保護運動にも力を注ぎ、1974年に歿した。

## 没後

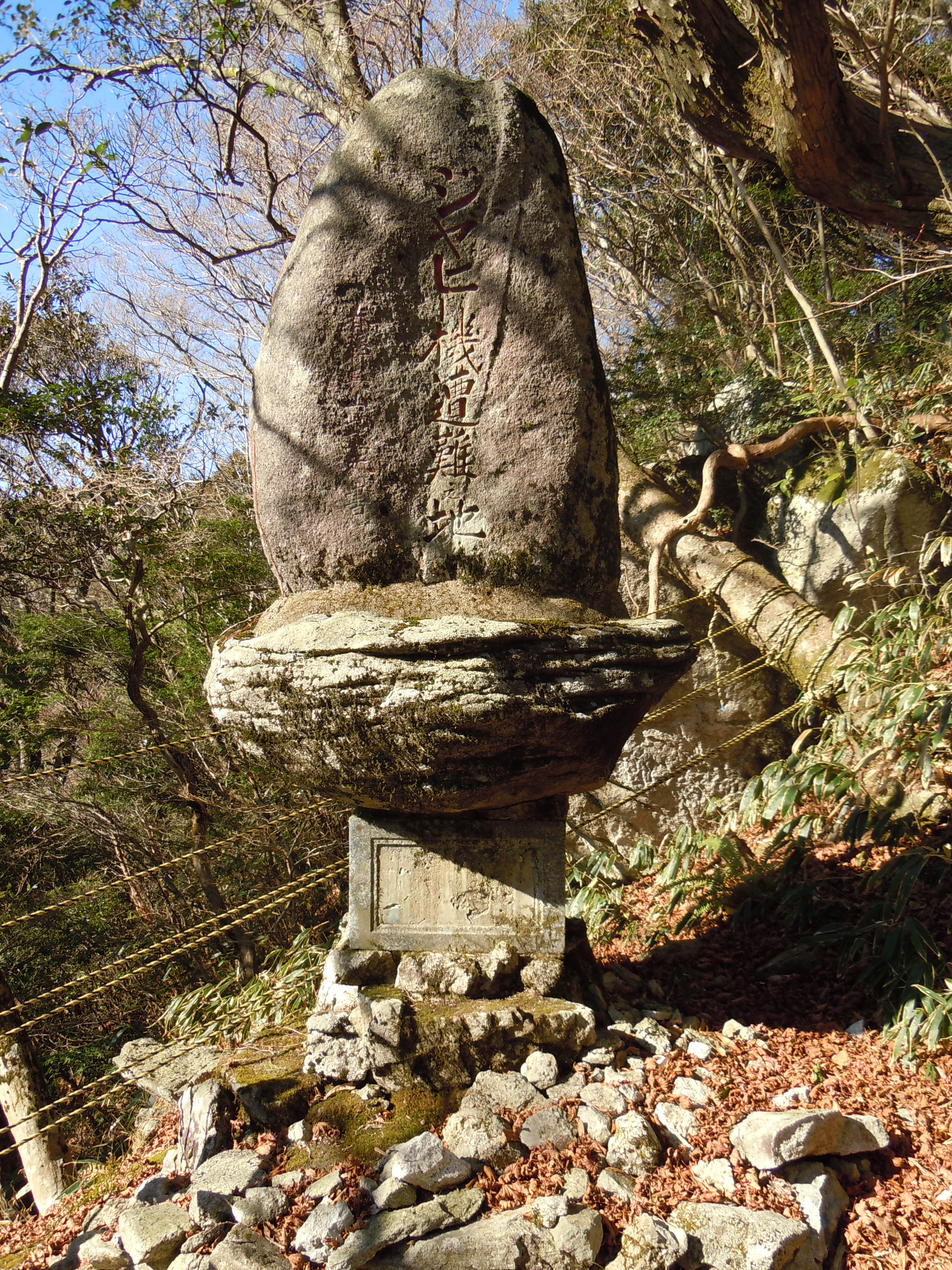
ジャピー機遭難碑（神埼市脊振町、2010年12月5日）

1991年、元教師で児童文学作家の権藤千秋は5年間の調査を経て、ジャビーの墜落事故と日本での治療を『飛べ!赤い翼』として書籍化した。
1966年に事故地点にジャピー機遭難碑が建てられた脊振村は、住民の機運や『飛べ!赤い翼』の出版も影響してジャビーの出身地であるボークールとの姉妹都市を締結。脊振村では遭難60周年式典が開催された。脊振村の神埼市への合併やアメリカ同時多発テロで交流は一度途絶えたが、2012年に交流事業が再開された。
2016年、髙樹のぶ子がジャピーのエピソードに着想を得て、恋愛小説「オライオン飛行」を発表した。
2018年10月9日、ボークール中心部の活性化事業として行われた壁画修復の題材の一つとして、ジャビーの長距離飛行と脊振山、仏日両国の国旗が描かれた。
2022年から、アンドレ・ジャピーの兄の孫にあたるニコラ・ジャピーが副会長を務める「コードロン・シムーン機復元協会」がポントワーズ飛行場でシムーン機の復元作業とジャピーが飛べなかった佐賀-東京間の飛行を行なう「赤い翼プロジェクト」を進めている。当初はジャピーの生誕120周年・没後50周年となる2024年の飛行を予定したが、2025年に復元機の試験飛行をフランスで行い、墜落から90年となる2026年に佐賀から東京の飛行を予定している。
2024年、生誕120周年・没後50周年を記念し、フランス郵政公社からジャピーと愛機のシムーン、鳥居などを描いた9.85ユーロ切手が発行された。

## 関連書籍
- 馬場憲治『脊振山の赤い翼―アンドレ・ジャピー機遭難記』 佐賀新聞社 2016年10月1日